# Stara Synagoga w Oświęcimiu
Stara Synagoga w Oświęcimiu – nieistniejąca synagoga znajdująca się w Oświęcimiu, przy dzisiejszej ulicy Berka Joselewicza.
Synagoga została zbudowana po 1711 roku, na miejscu starszej, drewnianej synagogi. Nie do końca wiadomo czy była to budowla drewniana czy murowana. W 1863 roku spłonęła podczas pożaru miasta. Na jej miejscu wzniesiono nową synagogę, zwaną później Wielką.